# Jean-Baptiste Alexandre Le Blond
Jean-Baptiste Alexandre Le Blond (russisch Жан Батист Александр Леблон Schan Baptist Alexander Leblon; * 1679 in Paris; † 10. Märzjul. / 21. März 1719greg. in St. Petersburg) war ein französisch-russischer Architekt und Gartenarchitekt des Barock.

## Leben
Le Blond, Sohn des Malers und Buchverkäufers auf dem Pont Saint-Michel Jean Le Blond und seiner Frau Jeanne d’Eu, studierte Architektur bei seinem Onkel Jean Girard, der im Dienste Philippe I. de Bourbon, duc d’Orléans, stand. Nach Aussagen Jacques-François Blondels hatte Le Blond seine Gartenarchitektur-Kenntnisse von André Le Nôtre erworben. Nach Pierre-Jean Mariette trug Le Blond wesentlich zu Antoine-Joseph Dezallier d’Argenvilles La théorie et la pratique du jardinage (1709) bei.
Als Architecte du Roi fertigte er 1699 Präsentationszeichnungen der Kaskade und der großen Fontäne des Schlosses Saint-Cloud an. Er baute mehrere Hôtels particuliers in Paris, insbesondere das Hôtel de Clermont, Rue de Varenne, und das Hôtel de Vendôme (1706–1707) an der Place Vendôme. Er plante den Palast des Erzbischofs von Auch und begann dann auch den Bau. Für L’Histoire de l’abbaye de Saint-Denis (1706) lieferte Le Blond die Zeichnungen. 1710 gab er die zweite Ausgabe des Cours d’architecture de Vignole in der Übersetzung von Augustin-Charles d’Aviler mit eigenen Zeichnungen heraus.
1716 folgte Le Blond der Einladung Peters I. nach St. Petersburg. Er war General-Architekt mit einem außergewöhnlich hohen Gehalt. Er richtete an den Newa-Ufern die ersten Gärtnereien und etwa 25 Werkstätten insbesondere für Bildhauerei, Stuckarbeiten und Bildwirkerei ein. Er führte für die Hauptstraßen eine Beleuchtung mit Öllaternen ein. Er schuf 1717 einen Generalplan für St. Petersburg mit der Wassiljewski-Insel als Zentrum, der nicht genehmigt wurde. Auch entwickelte er einen Standardentwurf für Gebäude in St. Petersburg (1716). Seine Pläne für das Parterre des Sommergartens und den Konstantinpalast in Strelna wurden nicht angenommen. Sein Hauptwerk war der großartige Apraxin-Palast (1717–1718), der später abgerissen wurde, um Platz für den Winterpalast zu schaffen. In der Zusammenarbeit mit Johann Friedrich Braunstein und Nicola Michetti beeinflusste Le Blond den Bau des Schlosses Peterhof (1717). Insbesondere befasste er sich mit der Planung und dem Bau des Großen Palastes und mit der Ausstattung des Palastes Mon Plaisir in Peterhof.
Le Blond starb an den Pocken. Er wurde in Gegenwart Peters I. in St. Petersburg auf dem Samson-Friedhof begraben. Das Grab ist nicht erhalten.
Nach dem Standardentwurf Le Blonds baute Domenico Trezzini in den 1720er Jahren den Gasthof des Alexander-Newski-Klosters auf der Wassiljewski-Insel, 7. Linie Nr. 12, und das Haus Nr. 41 an der Nabereschnaja Leitenanta Schmidta (jetzt Nicholas-Roerich-Museum und -Institut).

## Werke

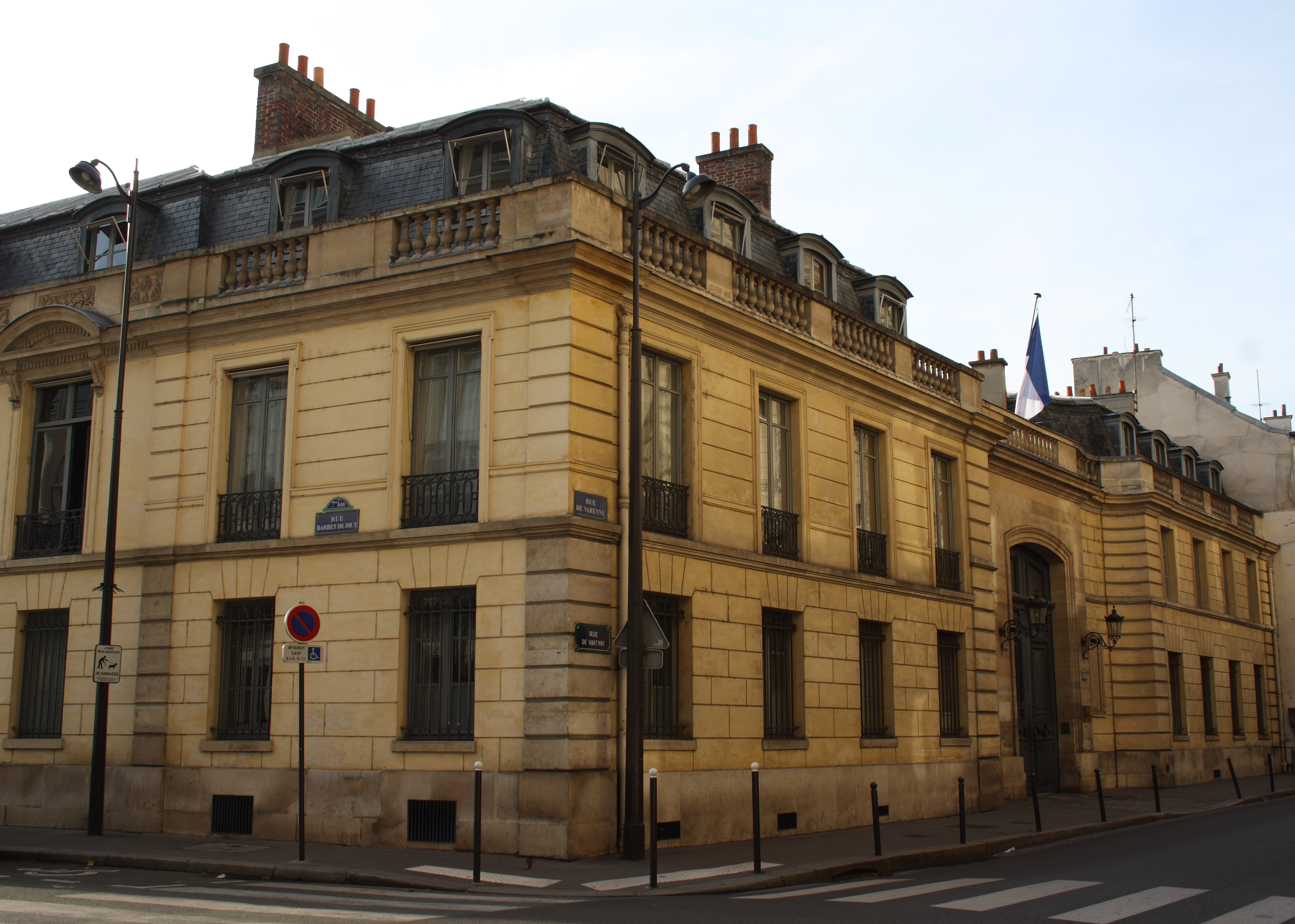
Hôtel de Clermont, Paris
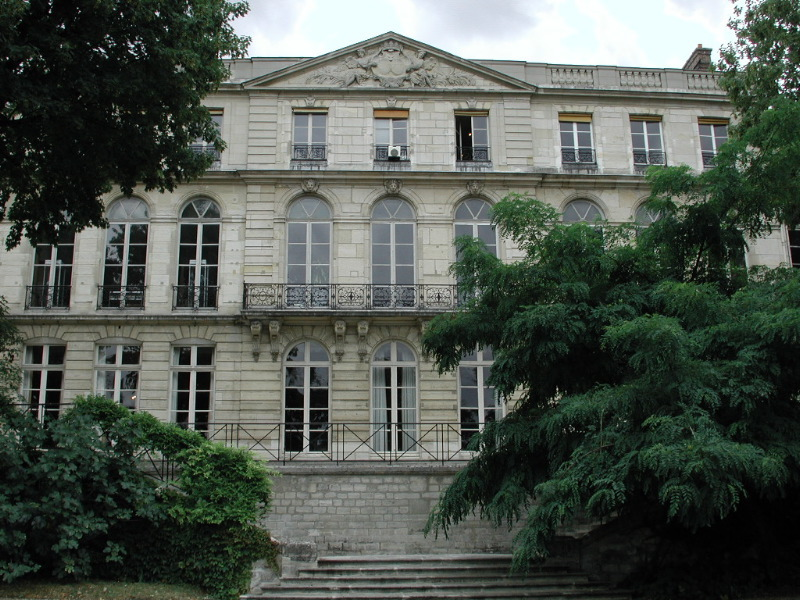
Hôtel de Vendôme, Paris
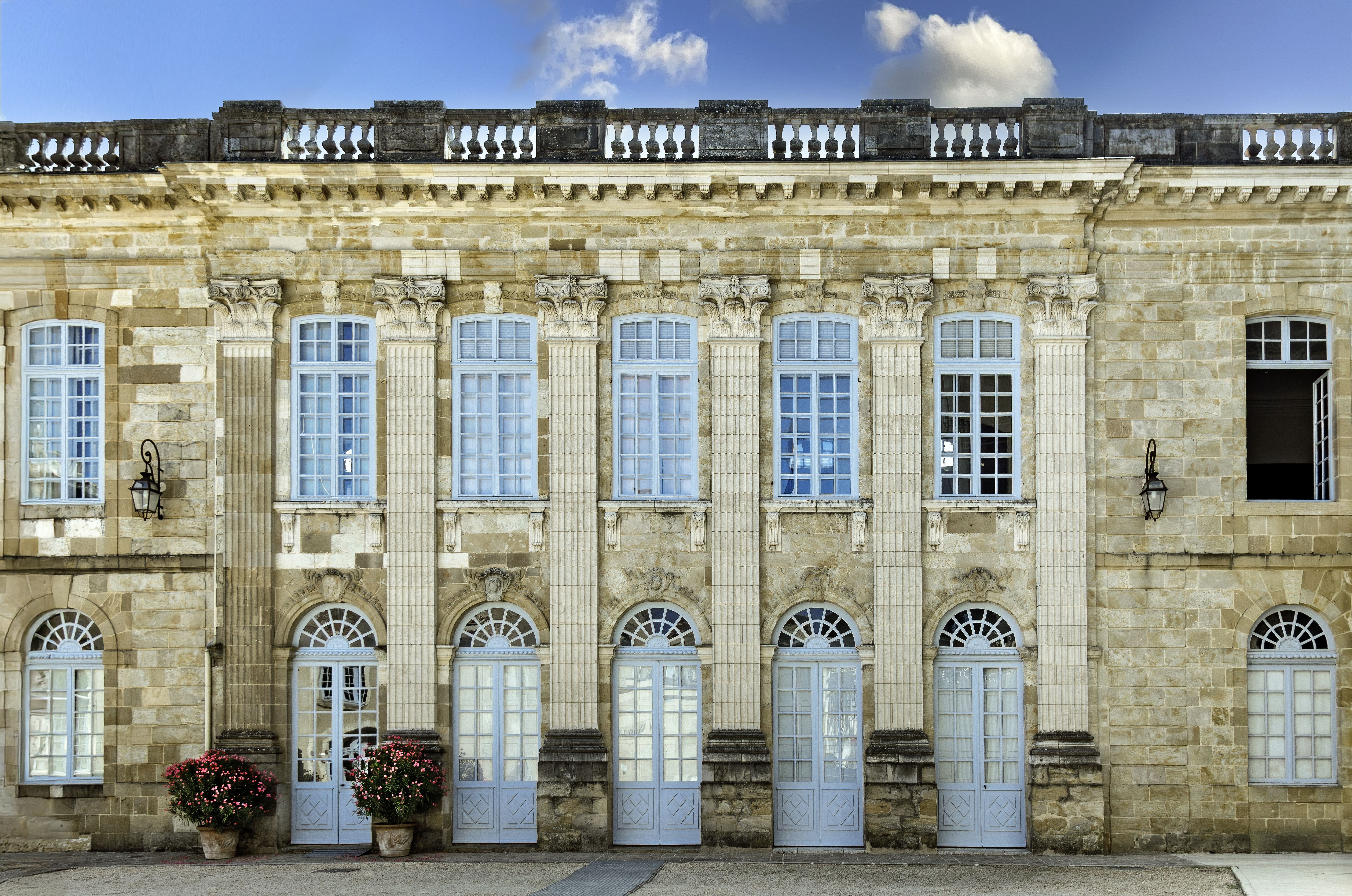
Früherer Erzbischöflicher Palast in Auch, jetzt Préfecture du Gers
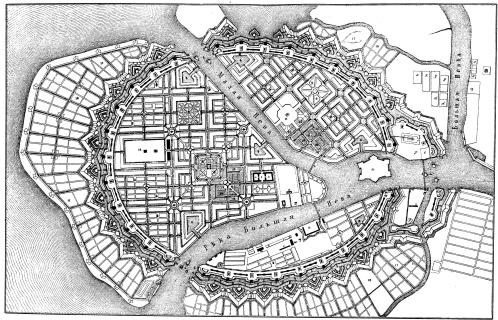
Generalplan für St. Petersburg
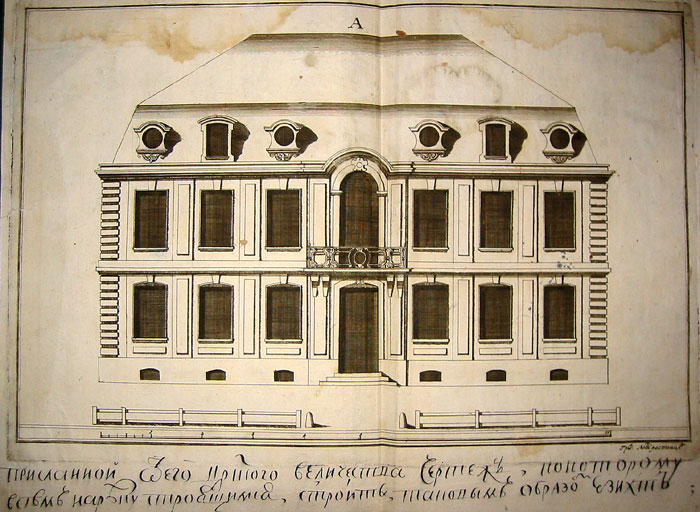
Standardentwurf für Gebäude in St. Petersburg
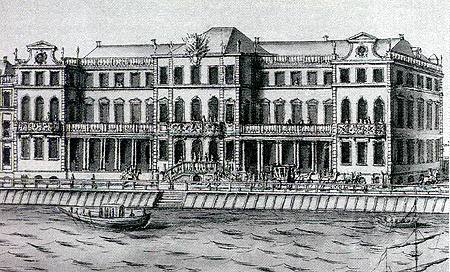
Apraxin-Palast
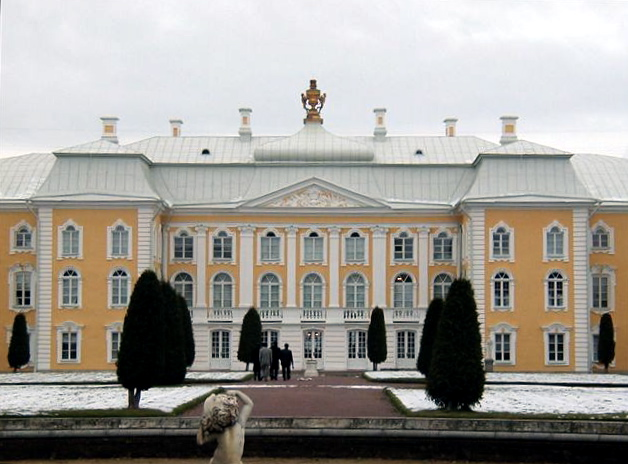
Großer Palast in Peterhof
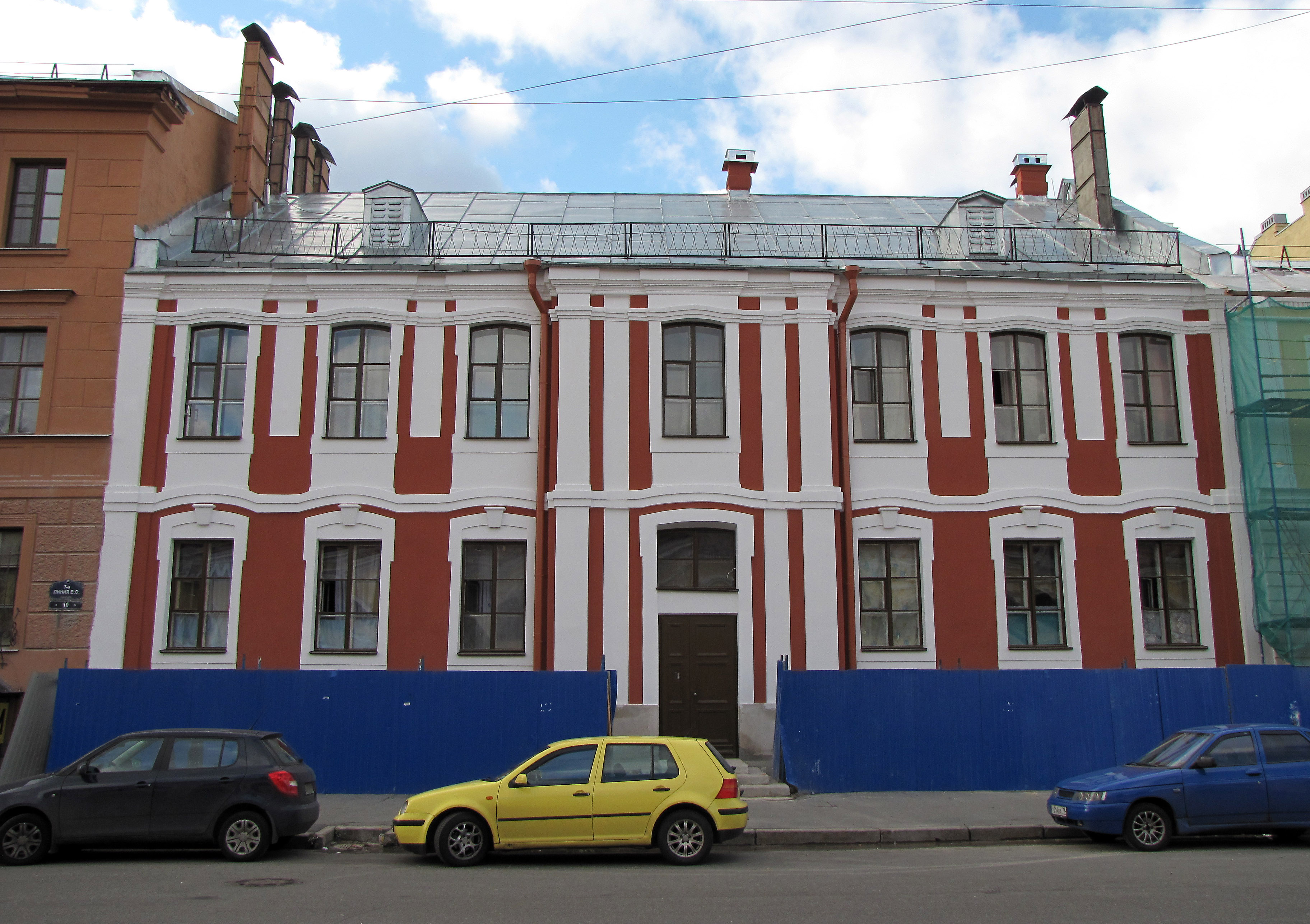
Gasthof des Alexander-Newski-Klosters, St. Petersburg
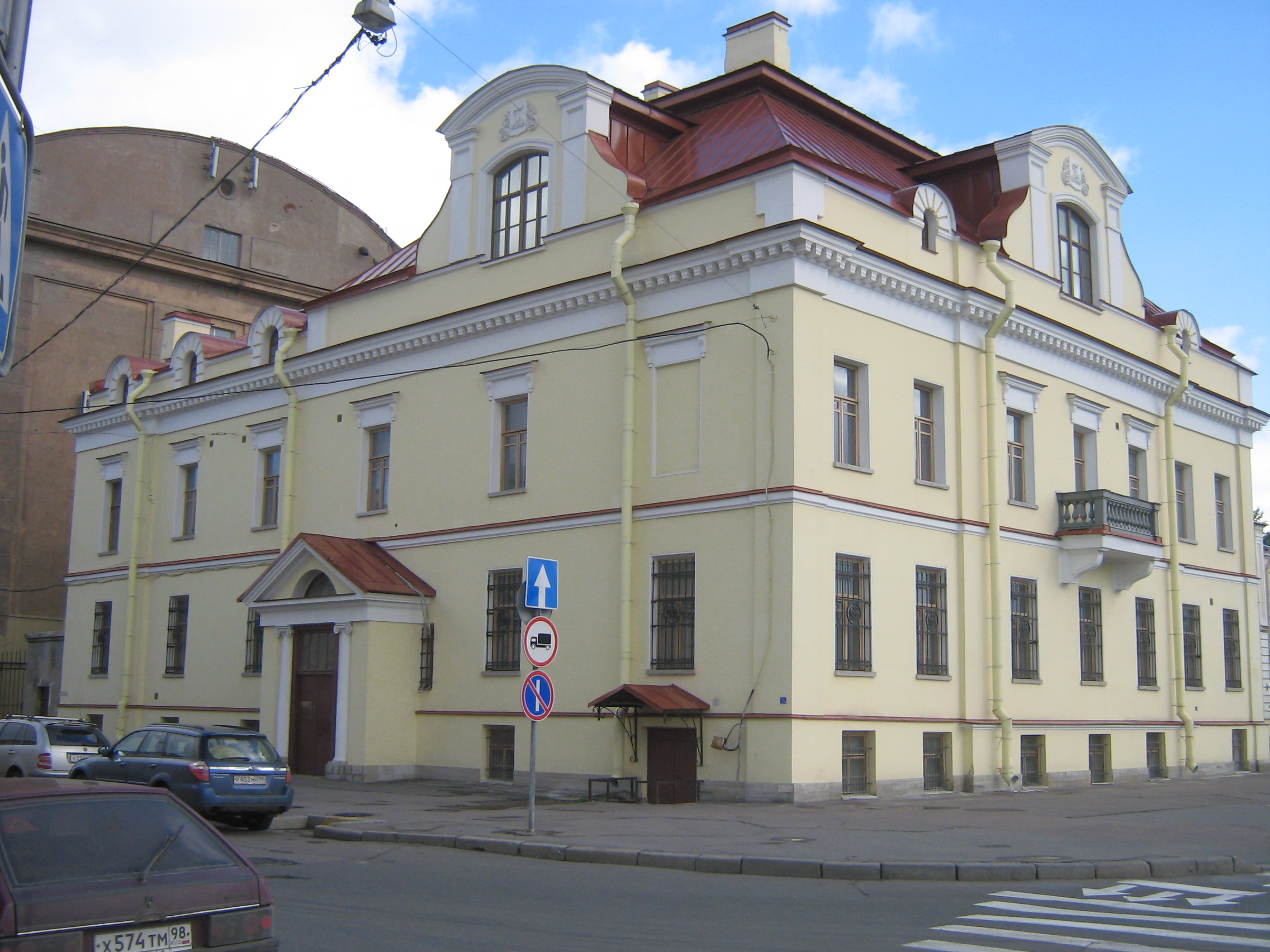
Haus Nr. 41 an der Nabereschnaja Leitenanta Schmidta